# Красный (Клинцовский район)
Красный — опустевший поселок в Клинцовском районе Брянской области, в составе Великотопальского сельского поселения.

## География
Находится в западной части Брянской области на расстоянии приблизительно 28 км на юг-юго-восток по прямой от железнодорожного вокзала станции Клинцы (станция).

## История
Упоминался с середины XIX века как хутор Красный (Красной). На карте 1941 года отмечен как поселение Успех с 21 двором.

## Население
Численность населения: 80 человек (1926), 11 человек (2002), 0 человек (2010), 0 человек (2013).
Будет упразднен как фактически не существующий в связи с переселением всех жителей на постоянное место жительства в другие населённые пункты.